# Сихильда
Сихильда (предположительно 590—627) — королева франков, супруга Хлотаря II.

## Биография
Происхождение Сихильды породило различные предположения со времен Высокого Средневековья — к примеру, такие ученые, как Жак де Гюйс (Jacques de Guyse), предполагали, что она принадлежит к роду Арденнских графов из салических франков, который восходит к Хлодиону; тем не менее, это предположение опровергается современными исследованиями источников и потому исходить из него не следует. Вероятно, Сихильда была дочерью графа Арденн Брунулфа II и сестрой Гоматруды (598—630), которая была замужем за Дагобертом I; её дед по материнской линии был королевским майордомом.
Сихильда родилась около 590 года, кроме Гоматруды и Бродульфа, у нее было по крайней мере ещё двое братьев или сестер. В возрасте пятнадцати лет она стала наложницей короля франков Хлотаря II — вероятно, в рамках фридель-брака, формы, часто используемой в эпоху правления Меровингов.
Наконец, около 614 года она родила сына Хариберта II, а после того как в 618 году скончалась вторая жена Хлотаря Бертетруда она стала его женой и королевой франков.
В последующие годы Сихильда оказывала существенное влияние на политику короля: исследователи именно в ней видят причину того, что Хлотарь приказал своему старшему сыну, а в дальнейшем преемнику Дагоберту I, взять в жены сестру своей мачехи Гоматруду.
В 626 году Хлотарь обвинил ее в прелюбодеянии с Бозо, молодым дворянином из пага Этамп, сыном Аудолина д’Этамп. Ныне невозможно установить, действительно ли она совершила это преступление или оказалась жертвой политических интриг своих противников, направленных против ее репутации. В конце концов по приказу Хлотаря II Бозо был убит одним из его ближайших соратников, герцогом Нейстрии и Бургундии Арнебером.
Сама Сихильда умерла 28 сентября 629 года, скорее всего, в королевском замке в Клиши, и нашла свое последнее пристанище в аббатстве Сент-Винсент-Сент-Круа; умерла ли она естественной смертью или была убита по приказу своего венценосного супруга, остается неясным из-за недостатка источников.

## Происхождение Хариберта II
Два основных источника сведений об истории Франкского государства VII века содержат взаимоисключающие утверждения по поводу того, кто был матерью короля Аквитании Хариберта II. Так, в хронике Фредегара указывается на то, что Хариберт был рождён от второго брака Хлотаря с Бертетрудой. Однако авторы «Деяний Дагоберта» и жизнеописания этого монарха в «Книге истории франков» недвусмысленно называют матерью Хариберта Сихильду.
Из-за того, что Дагоберт I сразу после смерти отца отверг свою жену Гоматруду, сестру своей мачехи Сихильды, а также приказал убить их брата Бродульфа, так как тот решительно поддерживал претензии Хариберта II на трон королевства франков, исследователи почти единодушно полагают, что Хариберт действительно был родным сыном Сихильды.